# Santiago Tetla, Puebla
Santiago Tetla är en ort i Mexiko.   Den ligger i kommunen Huaquechula och delstaten Puebla, i den sydöstra delen av landet, 100 km sydost om huvudstaden Mexico City. Santiago Tetla ligger 1 555 meter över havet och antalet invånare är 734.
Terrängen runt Santiago Tetla är varierad. Runt Santiago Tetla är det ganska tätbefolkat, med 139 invånare per kvadratkilometer. Närmaste större samhälle är Izúcar de Matamoros, 18,6 km söder om Santiago Tetla. Omgivningarna runt Santiago Tetla är en mosaik av jordbruksmark och naturlig växtlighet.